# Массальський Павло Володимирович
Массальський Павло Володимирович (рос. Павел Владимирович Массальский; 1904—1979) — російський радянський актор. Народний артист СРСР (1963).
Павло Массальський в 1922—1924 роках навчався у студії під керівництвом Ю. А. Завадського. Після закінчення студії в 1925 був прийнятий в трупу МХАТу (перша роль — князь Дмитро Шуйський в п'єсі «Цар Федір Іоаннович» А. К. Толстого).
З 1947 року Массальський вів педагогічну роботу в Школі-студії МХАТ .

## Фільмографія
- 1945 — «Без вини винуваті» / Без вины виноватые — Петя Миловзоров, перший коханець
- 1952 — «Школа лихослів'я» / Школа злословия — Чарльз Серфес
- 1971 — «Змова» / Заговор — Джордан Лімен, президент США